# Friedrich Georg von Bunge
Friedrich Georg von Bunge (ur. 1 marca?/13 marca 1802 w Kijowie, zm. 9 kwietnia 1897 w Wiesbaden) – niemiecki historyk prawa i prawnik.
Urodził się jako syn farmaceuty Andreasa Bunge. Brat Aleksandra, niemieckiego botanika.
Studia prawnicze odbył w Dorpacie. Po studiach pracował jako profesor prawa na Uniwersytecie Dorpackim. W 1822 został lektorem języka rosyjskiego. Habilitował się jako prywatny docent praw. W 1831 został mianowany nadzwyczajnym, później zwyczajnym profesorem prawa. Od 1842 był burmistrzem i syndykiem w Rewlu. W 1865 podał się do dymisji i osiadł w Gocie, później w Wiesbaden. Był także redaktorem Dorpater Jahrbucher.  
Prace pisał w języku niemieckim.   
Zapoczątkował studia nad bałtyckim prawem prywatnym; jego poglądy na historię prawa stały się podstawą historii prawa bałtycko-niemieckiego.  

## Publikacje
- Przyczynki do powstania inflanckich, estońskich i kurlandzkich źródeł praw (Ryga, 1832)
- Zarys konstytucji miasta Dorpat (Ryga, 1837)
- O zwierciadle saskim, jako źródle średniowiecznego, nieobrobionego, inflanckiego rycerskiego prawa (Ryga)
- Badania na polu historii praw Inflant, Estonii i Kurlandii (Dorpat, 1833)
- Irlandzkie i estońskie prawo prywatne (2 tomy, Dorpat, 1828, 2 wyd. Rewel, 1847–1848)
- Wstęp do historii praw inflanckich, estońskich i kurlandzkich (Rewel, 1849)
- Księstwo estońskie pod królami duńskimi (Gotha, 1877)
- Miasto Ryga w XIII I XIV wieku (Lipsk, 1878)
- Historia organizacji sądowej i postępowania sądowego w Inflantach, Estonii i Kurlandii (Rewel 1874)
- Księgi praw dawnych Inflant (Lipsk, 1879)